# Carl-Georg Andersson
Carl-Georg Andersson (ur. 19 maja 1885 w Halmstad, zm. 21 marca 1961 w Kopenhadze) – zapaśnik reprezentujący Szwecję, uczestnik igrzysk w Sztokholmie w 1912 roku, gdzie startował w wadze piórkowej w stylu klasycznym. Dotarł do czwartej rundy turnieju pokonując w pierwszej rundzie Carla Hansena z Danii, przegrywając z Austriakiem Friedrichem Schärerem w drugiej rundzie i pokonując w trzeciej Portugalczyka António Pereirę. Ostatecznie odpadł z turnieju po przegranej z Finem Kaarlo Koskelo, późniejszym zdobywcą złotego medalu.